# Luciano Del Rio
Luciano Del Rio (Puerto Pirámides, 15 marzo 1992) è un lottatore argentino, specializzato nella lotta greco-romana.

## Palmarès
- Campionati panamericani

Santiago del Cile 2015: bronzo nei 130 kg.
Frisco 2016: bronzo nei 130 kg.
Buenos Aires 2019: argento nei 130 kg.
- Giochi sudamericani

Cochabamba 2018: bronzo nei 130 kg.
- Campionati sudamericani

Buenos Aires 2016: argento nei 130 kg.
Cartagena de Indias 2016: bronzo nei 130 kg.